# A Helping Hand (film 1913)
A Helping Hand è un cortometraggio muto del 1913 diretto da Warwick Buckland.

## Trama
Un vecchio calzolaio aiuta un suonatore ambulante e suo figlio. La sua compassione sarà ripagata.

## Produzione
Il film fu prodotto dalla Hepworth.

## Distribuzione
Distribuito dalla Hepworth, il film - un cortometraggio di 335 metri - uscì nelle sale cinematografiche britanniche nel luglio 1913.
Si conoscono pochi dati del film che, prodotto dalla Hepworth, fu distrutto nel 1924 dallo stesso produttore, Cecil M. Hepworth. Fallito, in gravissime difficoltà finanziarie, il produttore pensò in questo modo di poter almeno recuperare il nitrato d'argento della pellicola.